# كأس الأمير 2006–07
تعد بطولة كأس الأمير في موسم 2006/2007 هي البطولة رقم 45 في تاريخ المسابقة، وقد شارك في البطولة جميع الفرق الأربعة عشر، وقد قسمت الفرق إلى مجموعتين.

## الفرق المشاركة
- نادي العربي الكويتي
- نادي السالمية
- نادي كاظمة
- نادي الساحل الكويتي
- نادي التضامن الكويتي
- نادي النصر الكويتي
- نادي اليرموك
- نادي الكويت
- نادي القادسية الكويتي
- نادي الصليبيخات
- نادي الفحيحيل
- نادي الشباب الكويتي
- نادي الجهراء
- نادي خيطان

## الدور التمهيدي
| نادي خيطان           | 3:2 | نادي الصليبيخات              |
| -------------------- | --- | ---------------------------- |
| محمد عثمان سالم أمان |     | عبد الرحمن الماجد مشاري عناد |

|}.
| نادي الجهراء        | 2:2 (4:1) | نادي الشباب الكويتي |
| ------------------- | --------- | ------------------- |
| سعود عواد عادل حمود |           | محمد الدوسري هنريو  |

|}.
| نادي القادسية الكويتي          | 1:2 | نادي الفحيحيل |
| ------------------------------ | --- | ------------- |
| مساعد ندا بدر المطوع ضربة جزاء |     | سعود فريان    |

|}.
| نادي التضامن الكويتي                            | 1:5 | نادي الساحل الكويتي |
| ----------------------------------------------- | --- | ------------------- |
| فهد نوح تشارلز داغو زكريا بنغويرا عبد الله شبيب |     | عبد الله الظفيري    |

|}.
| نادي السالمية  | 1:1 (2:4) | نادي اليرموك  |
| -------------- | --------- | ------------- |
| سيرجيو ريكاردو |           | مهند الأنصاري |

|}.
| نادي كاظمة                                  | 0:3 | نادي النصر الكويتي |
| ------------------------------------------- | --- | ------------------ |
| محمد العباد يونس المشيفري عبد الرحمن البناي |     |                    |

|}.

## الدور الربع نهائي
| نادي الصليبيخات | 5:0 | نادي القادسية الكويتي                                           |
| --------------- | --- | --------------------------------------------------------------- |
|                 |     | خلف السلامة حمد جاسم خطأ في مرماه خلف السلامة عبد الرحمن الموسى |

|}.
| نادي الكويت                  | 0:5 | نادي الشباب الكويتي |
| ---------------------------- | --- | ------------------- |
| مشعل حميد طلال يوسف فرج لهيب |     |                     |

|}.
| نادي التضامن الكويتي | 2:1 | نادي العربي الكويتي |
| -------------------- | --- | ------------------- |
| تشارلز داغو          |     | محمد جراغ خالد خلف  |

|}.
| نادي كاظمة                          | 4:4 (4:2) | نادي السالمية                            |
| ----------------------------------- | --------- | ---------------------------------------- |
| فهد الفهد يونس المشيفري محمد العباد |           | حمد حربي جاكيريه سيرجيو ريكاردو حمد حربي |

|}.

## الدور النصف نهائي
| نادي السالمية          | 2:3 | نادي العربي الكويتي |
| ---------------------- | --- | ------------------- |
| حمد حربي بشار عبد الله |     | خالد خلف            |

|}.
| نادي القادسية الكويتي    | 0:1 | نادي الكويت |
| ------------------------ | --- | ----------- |
| خالد الفضلي خطأ في مرماه |     |             |

|}.

## مباراة تحديد المركزين الثالث والرابع
| نادي الكويت            | 3:2 | نادي العربي الكويتي                    |
| ---------------------- | --- | -------------------------------------- |
| فرج لهيب عبد الله نهار |     | حسين الموسوي خالد عبد القدوس علي مقصيد |

|}.

## النهائي
| نادي القادسية الكويتي                                     | 0:5 | نادي السالمية |
| --------------------------------------------------------- | --- | ------------- |
| بدر المطوع مساعد ندا بدر المطوع خلف السلامة إبراهيما كيتا |     |               |

|}.

## الهداف
أربعة أهداف
- خلف السلامة

ثلاثة أهداف
- مشعل حميد
- تشارلز داغو
- خالد خلف
- حمد حربي
- بدر المطوع

هدفين
- عبد الرحمن الماجد
- بشار عبد الله
- سيرجيو ريكاردو
- محمد العباد
- فهد الفهد
- يونس المشيفري
- فرج لهيب
- مساعد ندا

هدف واحد
- محمد الدوسري
- هنريو
- سعود عواد
- سالم أمان
- عادل حمود
- مشاري عناد
- محمد عثمان
- عبد الله شبيب
- فهد نوح
- عبد الله الظفيري
- زكريا بنغويرا
- سعود فريان
- مهند الأنصاري
- عبد الرحمن البناي
- جاكيريه
- محمد جراغ
- طلال يوسف
- حسين الموسوي
- علي مقصيد
- عبد الله نهار
- خالد عبد القدوس
- إبراهيما كيتا